# Paul Letarouilly
Paul-Marie Letarouilly, né en 1795 à Coutances et mort le 25 octobre 1855 à Paris, est un architecte, cartographe et graveur français.

## Biographie
Fils d'un ancien officiel d'état-major ayant opté pour une carrière commerciale après la Révolution, Paul-Marie Letarouilly commence sa scolarité au lycée de Rennes. Il arrive à Paris en 1814 et devient l'élève de Charles Percier en 1816. En avril 1817, il est admis à l'École des beaux-arts dans l'atelier de Charles Percier et Pierre-François-Léonard Fontaine. 
En 1819, il est nommé architecte inspecteur pour la réédification du théâtre de l'Odéon.
En 1820-1824, il fait un premier voyage en Italie, où il retournera deux fois par la suite. De ces voyages, il rapporte les dessins et relevés qui aboutiront à un ouvrage, Édifices de Rome moderne : ou recueil des palais, maisons, églises, couvents, et autres monuments publics et particuliers les plus remarquables de la ville de Rome, paru entre 1840 et 1855. 
Au retour de son premier séjour en Italie, il est nommé inspecteur des travaux de l'hôtel du ministère des finances, dont le chantier est dirigé par François-Hippolyte Destailleur. Il a ensuite la charge de l'inspection des travaux de la place de la Concorde et des nouveaux bâtiments de l'Observatoire, ainsi que des monuments des Champs-Élysées[réf. nécessaire].
En 1834, il est nommé architecte en chef du Collège de France et dirige les travaux d'agrandissement de l'établissement jusqu'à sa mort. Il achève notamment la façade sur la place de Cambrai et les pavillons de la rue Saint-Jacques (travaux menés entre 1843 et 1847). 
Des documents d'archives relatives à ses différentes activités d'architecte sont conservées aux Archives nationales de France, aux Archives du Collège de France et à la Bibliothèque de l'Institut,.  
Il est nommé chevalier de la Légion d'Honneur en 1853.
Il décède à Paris le 27 octobre 1855. 

## Publications
La publication majeure de Paul-Marie Letarouilly est les Édifices de Rome moderne : ou recueil des palais, maisons, églises, couvents, et autres monuments publics et particuliers les plus remarquables de la ville de Rome, paru entre 1840 et 1855 chez Didot Frères puis Bance. Les planches sont tirés des nombreux dessins et relevés que l'architecte a réalisé au cours de ses trois séjours en Italie. 
Paraît également à titre posthume en 1882 Le Vatican et la basilique Saint-Pierre de Rome, également basé sur ses dessins, mis en ordre par Alphonse Simil dont les planches sont exécutées par divers graveurs. 
On lui doit également un plan de Paris dans lequel les bâtiments sont pochés et les monuments représentés en plan à rez-de-chaussée[réf. nécessaire].